# Dmitrij Rybčinskij
Dmitrij Dmitrievič Rybčinskij (in russo Дми́трий Дми́триевич Рыбчи́нский?; traslitterazione anglosassone: Dmitri Rybchinsky; Mosca, 19 agosto 1998) è un calciatore russo, centrocampista dell'Orenburg.

## Caratteristiche tecniche
È un centrocampista centrale.

## Carriera

### Club
Cresciuto nel settore giovanile della Lokomotiv Mosca, ha esordito in prima squadra il 15 luglio 2019 disputando l'incontro di Prem'er-Liga pareggiato per 1-1 contro il Rubin. Il 24 ottobre 2020 mette a segno il suo primo gol con la maglia della Lokomotiv, in occasione dell'incontro di campionato perso per 1-2 contro il Rotor.

### Nazionale
Vanta tre presenze con la nazionale russa Under-20 e due con quella Under-21.

## Statistiche

### Presenze e reti nei club
Statistiche aggiornate al 18 giugno 2024
| Stagione               | Squadra                | Campionato             | Campionato | Campionato | Coppe nazionali | Coppe nazionali | Coppe nazionali | Coppe continentali | Coppe continentali | Coppe continentali | Altre coppe | Altre coppe | Altre coppe | Totale | Totale |
| Stagione               | Squadra                | Comp                   | Pres       | Reti       | Comp            | Pres            | Reti            | Comp               | Pres               | Reti               | Comp        | Pres        | Reti        | Pres   | Reti   |
| ---------------------- | ---------------------- | ---------------------- | ---------- | ---------- | --------------- | --------------- | --------------- | ------------------ | ------------------ | ------------------ | ----------- | ----------- | ----------- | ------ | ------ |
| 2017-2018              | Kazanka Mosca          | PPFL                   | 20         | 4          | -               | -               | -               | -                  | -                  | -                  | -           | -           | -           | 20     | 4      |
| 2018-2019              | Kazanka Mosca          | PPFL                   | 20         | 0          | -               | -               | -               | -                  | -                  | -                  | -           | -           | -           | 20     | 0      |
| 2019-2020              | Kazanka Mosca          | PPFL                   | 4          | 0          | -               | -               | -               | -                  | -                  | -                  | -           | -           | -           | 4      | 0      |
| Totale Kazanka Mosca   | Totale Kazanka Mosca   | Totale Kazanka Mosca   | 44         | 4          |                 | -               | -               |                    | -                  | -                  |             | -           | -           | 44     | 4      |
| 2019-2020              | Lokomotiv Mosca        | PL                     | 7          | 0          | KR              | 1               | 0               | UCL                | 0                  | 0                  | SR          | 0           | 0           | 8      | 0      |
| 2020-2021              | Lokomotiv Mosca        | PL                     | 26         | 2          | KR              | 4               | 0               | UCL                | 6                  | 0                  | SR          | 1           | 0           | 37     | 2      |
| 2021-2022              | Lokomotiv Mosca        | PL                     | 21         | 0          | KR              | 1               | 0               | UEL                | 4                  | 0                  | SR          | 1           | 0           | 27     | 0      |
| 2022-2023              | Pari Nižnij Novgorod   | PL                     | 26+2       | 2          | KR              | 4               | 0               |                    | -                  | -                  |             | -           | -           | 32     | 2      |
| lug.-dic. 2023         | Lokomotiv Mosca        | PL                     | 8          | 0          | KR              | 5               | 0               |                    | -                  | -                  |             | -           | -           | 13     | 0      |
| Totale Lokomotiv Mosca | Totale Lokomotiv Mosca | Totale Lokomotiv Mosca | 62         | 2          |                 | 11              | 0               |                    | 10                 | 0                  |             | 2           | 0           | 85     | 2      |
| mar.-giu. 2024         | Baltika                | PL                     | 11         | 1          | KR              | 6               | 0               |                    | -                  | -                  |             | -           | -           | 17     | 1      |
| Totale carriera        | Totale carriera        | Totale carriera        | 145        | 9          |                 | 21              | 0               |                    | 10                 | 0                  |             | 2           | 0           | 179    | 9      |

### Cronologia presenze e reti in nazionale
| Cronologia completa delle presenze e delle reti in nazionale ― Russia under 21 | Cronologia completa delle presenze e delle reti in nazionale ― Russia under 21 | Cronologia completa delle presenze e delle reti in nazionale ― Russia under 21 | Cronologia completa delle presenze e delle reti in nazionale ― Russia under 21 | Cronologia completa delle presenze e delle reti in nazionale ― Russia under 21 | Cronologia completa delle presenze e delle reti in nazionale ― Russia under 21 | Cronologia completa delle presenze e delle reti in nazionale ― Russia under 21 | Cronologia completa delle presenze e delle reti in nazionale ― Russia under 21 |
| Data                                                                           | Città                                                                          | In casa                                                                        | Risultato                                                                      | Ospiti                                                                         | Competizione                                                                   | Reti                                                                           | Note                                                                           |
| ------------------------------------------------------------------------------ | ------------------------------------------------------------------------------ | ------------------------------------------------------------------------------ | ------------------------------------------------------------------------------ | ------------------------------------------------------------------------------ | ------------------------------------------------------------------------------ | ------------------------------------------------------------------------------ | ------------------------------------------------------------------------------ |
| 13-11-2020                                                                     | Székesfehérvár                                                                 | Ungheria under 21                                                              | 2 – 0                                                                          | Russia under 21                                                                | Amichevole                                                                     | -                                                                              | 63’                                                                            |
| 17-11-2020                                                                     | Maribor                                                                        | Slovenia under 21                                                              | 2 – 2                                                                          | Russia under 21                                                                | Amichevole                                                                     | -                                                                              | 60’                                                                            |
| Totale                                                                         |                                                                                | Presenze                                                                       | 2                                                                              |                                                                                | Reti                                                                           | 0                                                                              |                                                                                |

## Palmarès

### Club

#### Competizioni nazionali
- Coppa di Russia: 1

Lokomotiv Mosca: 2020-2021